# علي بوريكات
علي بوريكات هو رجل أعمال مغربي/تونسي اعتقل سرا وسجن لسنوات من قبل الحكومة المغربية في سجن تازمامرت.
وهو الآن مواطن فرنسي يعيش في الولايات المتحدة. كما تجدر الإشارة إلى أنه ابن سلالة العلويين الفيلاليين الحاكمة وكان ابن أميرة عملت في البلاط الملكي، وبعد خروجه من السجن مباشرة عمل على تأليف كتاب يحكي فيه عن معاناته وكيفية اختفائه قسرًا ومدى الظروف التي عاشها في محنته هاته.

## الحياة الشخصية
بوريكات هو ابن رجل أعمال تونسي أما والدته فهي من سلالة العلويين الفيلاليين الحاكمة. أصبح علي رجل أعمال كما شغل مجموعة من المناصب من بينها رئيس الأمن في إحدى المناطق، وقد ساعد الشرطة، والمخابرات المغربية في عملها. كان والده أيضًا صديق مقرب من محمد الخامس وقد نشأ رفقة إخوته في الدائرة المقربة من الملك الحسن الثاني.

## السجن
في عام 1973، كان رفقة شقيقيه مدحت وبايزيد، حيث اختطفتهما الشرطة المغربية بشكل سري وقد تعرضا بعد ذلك للتعذيب والسجن دون محاكمة لأسباب يدعي أنها غير معروفة حتى لنفسه.
كان في الأصل من ضمن المحتجزين في مرافق قريبة من العاصمة الرباط وفي عام 1973 نجح في الهروب جنبًا إلى جنب مع المتمردين من محاولة انقلاب الصخيرات الفاشلة وقد ألقي القبض عليه بعد ذلك بعدة أيام. في عام 1981 تم نقله إلى سجن تازمامرت وهو مرفق احتجاز سري مات فيه 50% من سجنائه. هذا وتجدر الإشارة إلى أن عائلته لم تستلم أي معلومات عن مكان وجوده، بما يتفق مع ممارسات النظام المغربي في حالات «الاختفاء القسري» كما أنه لم يكن متهم بارتكاب أي جريمة.
في عام 1991، تم إطلاق سراحه بعد ضغط كبيرة من منظمات حقوقية وخاصة منظمة العفو الدولية وكذلك الحكومة الأميركية التي طالبت بالإفراج عنه جنبًا إلى جنب مع غيره من الباقين على قيد الحياة في سجن تزممارت، بما في ذلك إخوته على شرط أن يترك فرنسا أبدًا وألا يعود لها.
فرنساتعاونت الحكومة الفرنسية مع قوات الشرطة المغربية في إنكار سجنه[بحاجة لمصدر]، وقد ألف كتابًا بعد ذلك انتقد فيه بوريكات باريس عند تعاونها مع الحكومة المغربية بخصوص قضية الإفراج عنه، كما كتب عن تجاربه وعن علاقات وثيقة بين الحكومة المغربية والحكومة الفرنسية وقد ذكر أنه تعرض للتهديد والمضايقة من قبل كل من الشرطة المغربية والشرطة الفرنسية.
فر علي إلى الولايات المتحدة، حيث حصل على اللجوء فقط في أمريكا عام 1995 وذلك ضمن اللاجئين من فرنسا، وهو يعيش حاليًا في هانديرسونفيل، كارولاينا الشمالية (الولايات المتحدة الأمريكية) حيث كان ولا يزال من أشد منتقدي النظام المغربي.

## وصلات خارجية
- Bibliomonde نسخة محفوظة 19 يونيو 2016 على موقع واي باك مشين.